# Damià Forment

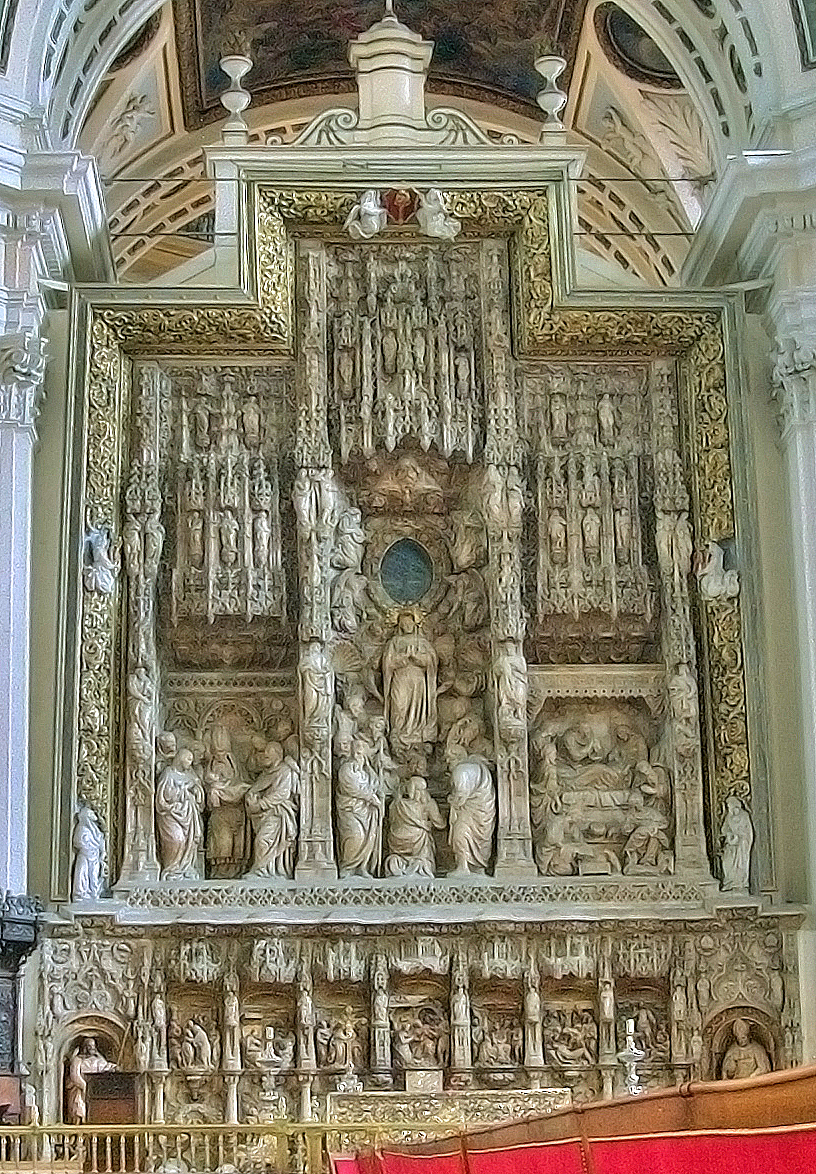
Altarretabel der Basílica del Pilar, Saragossa (1509–1511)

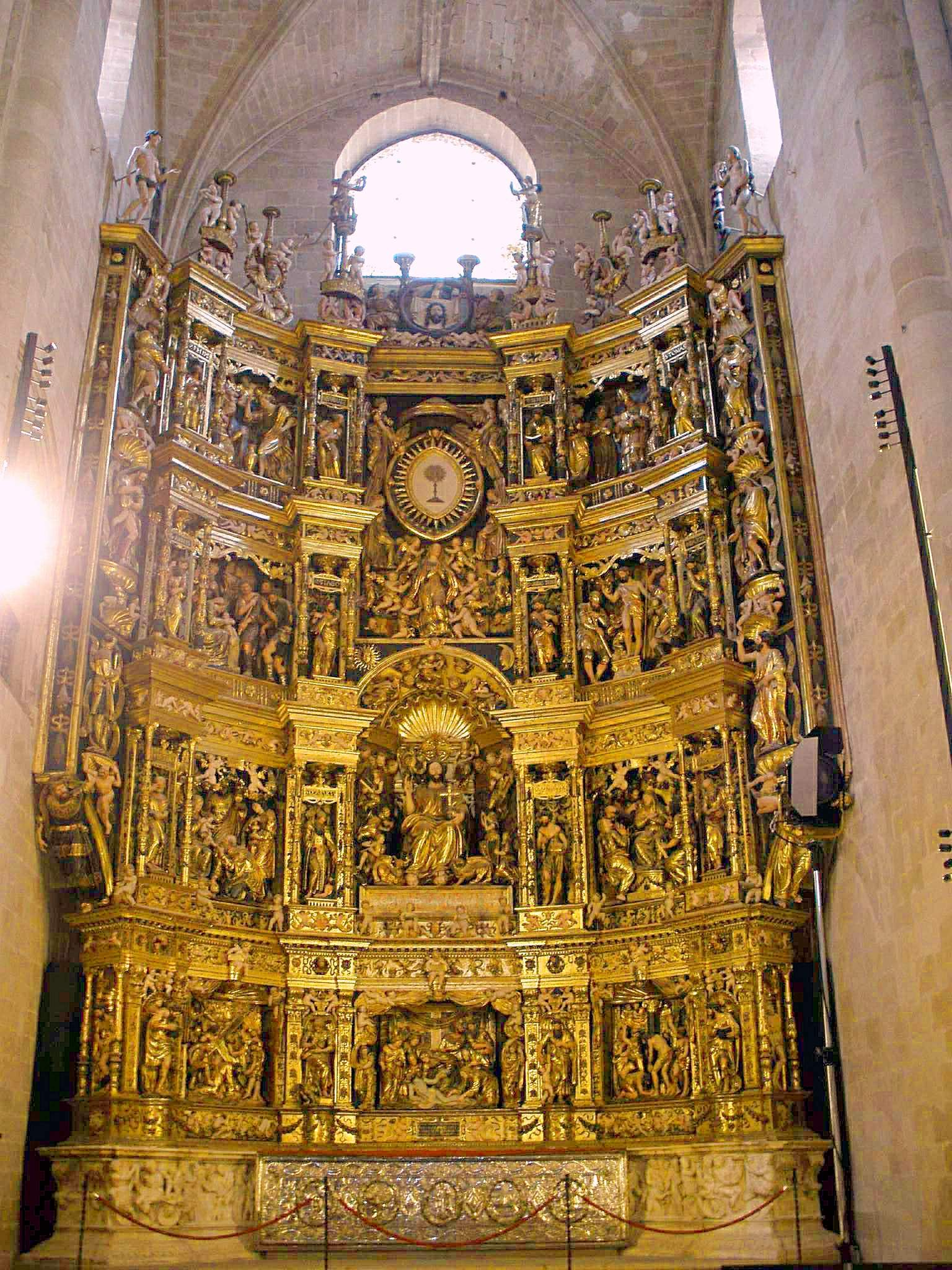
Altarretabel in der Kathedrale von Santo Domingo de la Calzada (1537–1540)

Damià Forment oder spanisch Damián Forment (* um 1480 in Valencia (?); † um 1540 in Santo Domingo de la Calzada) war der bedeutendste spanische Bildhauer des 16. Jahrhunderts. Über sein Leben und sein Werk sind nur wenige gesicherte Daten bekannt.

## Biographie
Möglicherweise in Valencia geboren erhielt er – nach der nicht unumstrittenen Ansicht einiger Forscher – wichtige Anregungen für sein späteres künstlerisches Schaffen während einer Reise nach Italien, auf der er unter anderem die Städte Rom und Florenz besucht haben soll. Von 1500 bis 1509 scheint er in Valencia tätig gewesen zu sein; danach zog er nach Saragossa um, wo er die meiste Zeit seines Lebens verbrachte und wahrscheinlich auch eine Werkstatt mit Hilfskräften unterhielt.

## Werk
Im aus Alabaster- und Holzschnitzereien bestehenden Werk Damià Forments begegnen sich Figurenstil und Raumauffassung von Spätgotik und Renaissance. In einigen verdrehten und gestreckten Figuren seines Spätwerks scheint sich bereits die Kunstauffassung des Manierismus anzudeuten. Keines seiner Werke ist signiert, die meisten wurden ihm zugeschrieben oder sind in erhaltenen Dokumenten (Verträge, Abrechnungen etc.) mit seinem Namen verbunden.
- Retabel des Convent de la Puritat, Valencia (1503–1507)
- Retabel der Basílica del Pilar, Saragossa (1509–1511)
- Retabel der Kirche San Pablo, Saragossa (1511)
- Retabel der Kathedrale von Huesca (1512)
- Retabel der Kirche San Miguel de los Navarros, Saragossa (1518)
- Retabel der Kirche La Magdalena, Tarazona (1524)
- Retabel von Sant Joan de la Muntanya, Montblanc (Tarragona) – nur Fragmente erhalten
- Retabel des Klosters Santa Maria de Poblet, (Tarragona) (1527)
- Grabmal des Erzbischofs Pere de Cardona in der Kathedrale von Tarragona (ca. 1530)
- Retabel der Colegiata de Santa María la Mayor, Bolea (Huesca) (1532)
- Schlafende Jünger aus der Dormición de la Virgen, Barcelona MNAC (1534–1537)
- Retabel der Kathedrale von Santo Domingo de la Calzada, Santo Domingo de la Calzada (1537–1540)

## Galerie

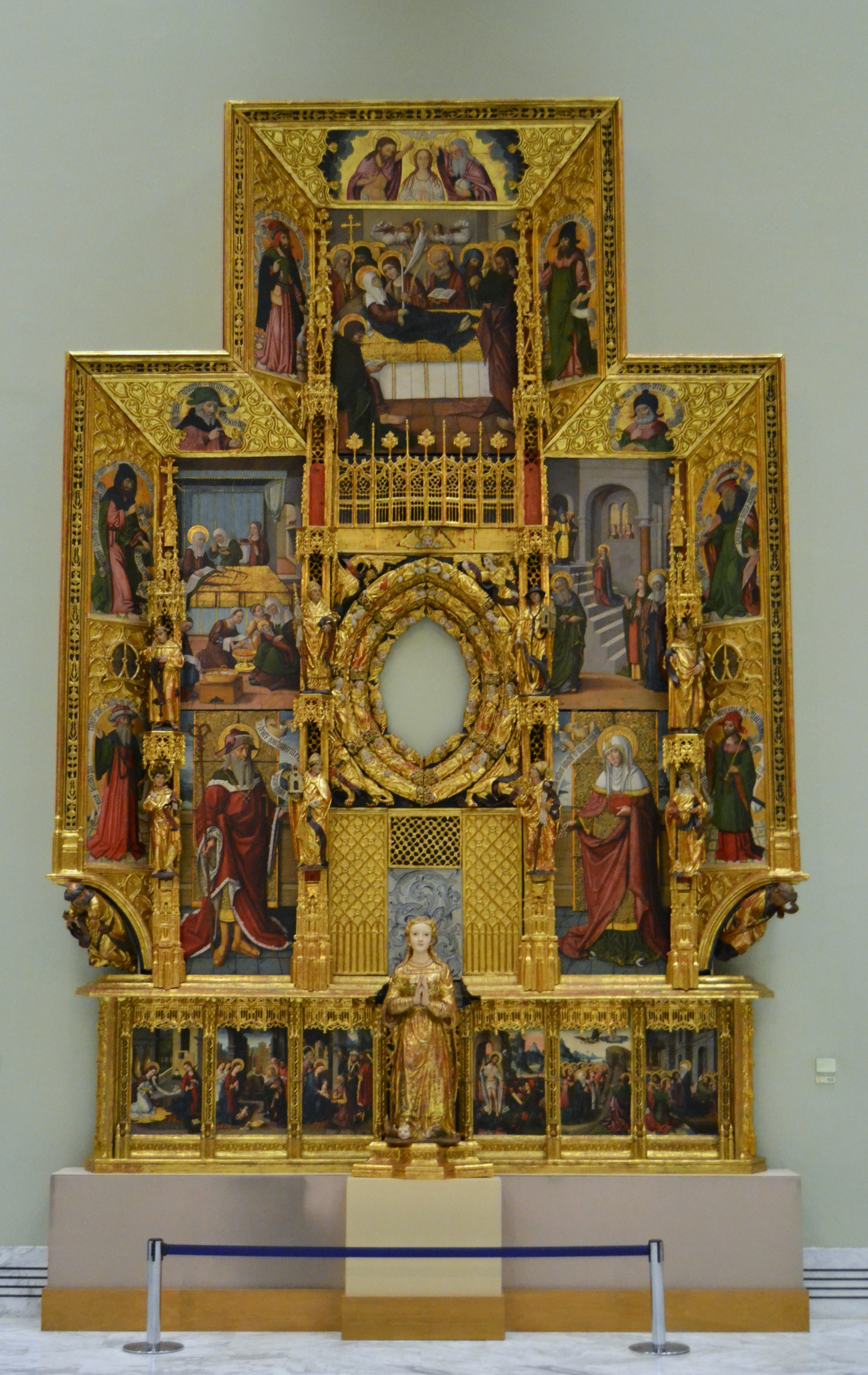
Retabel des Convent de la Puritat (Valencia)
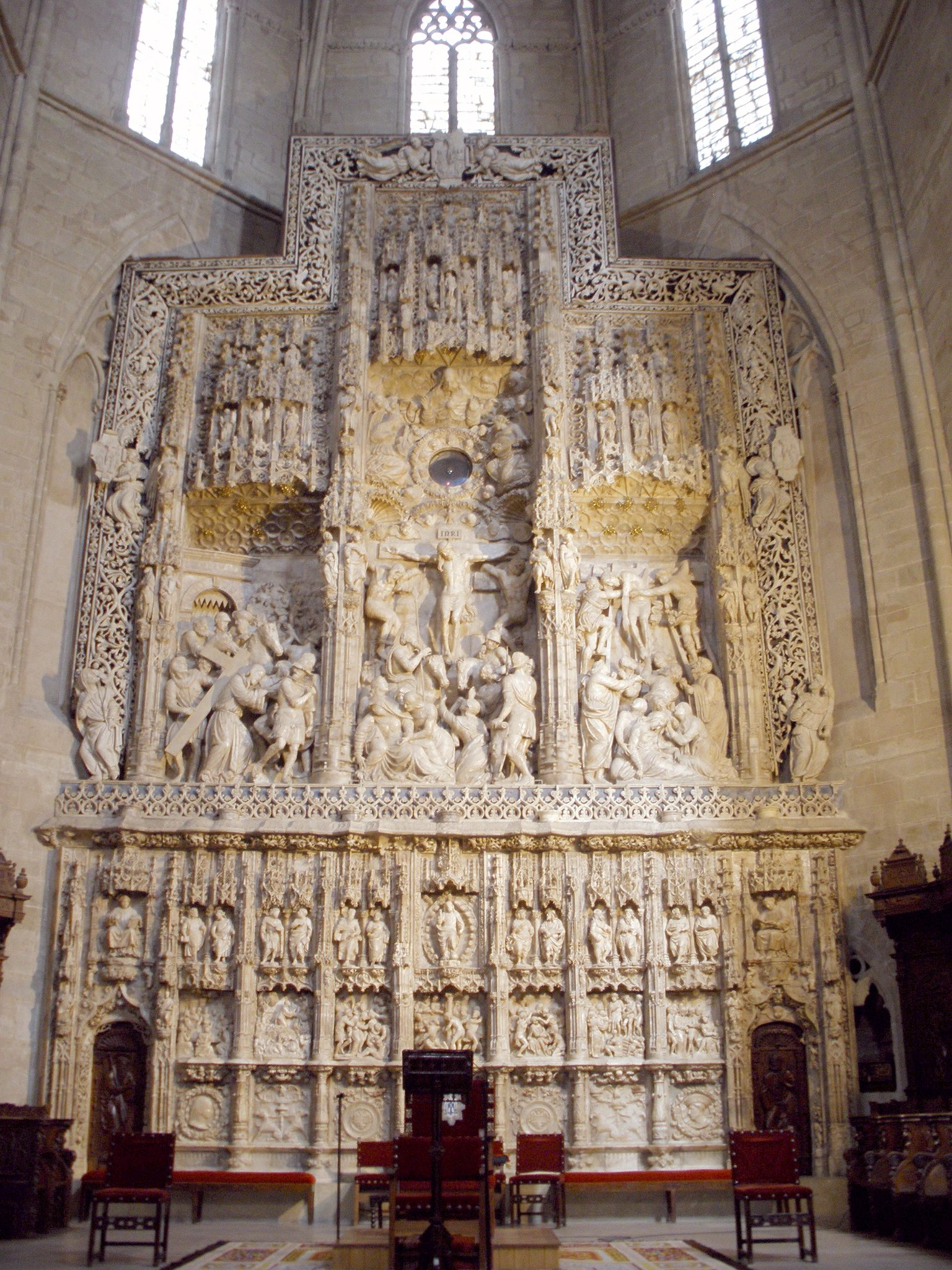
Retabel der Kathedrale von Huesca
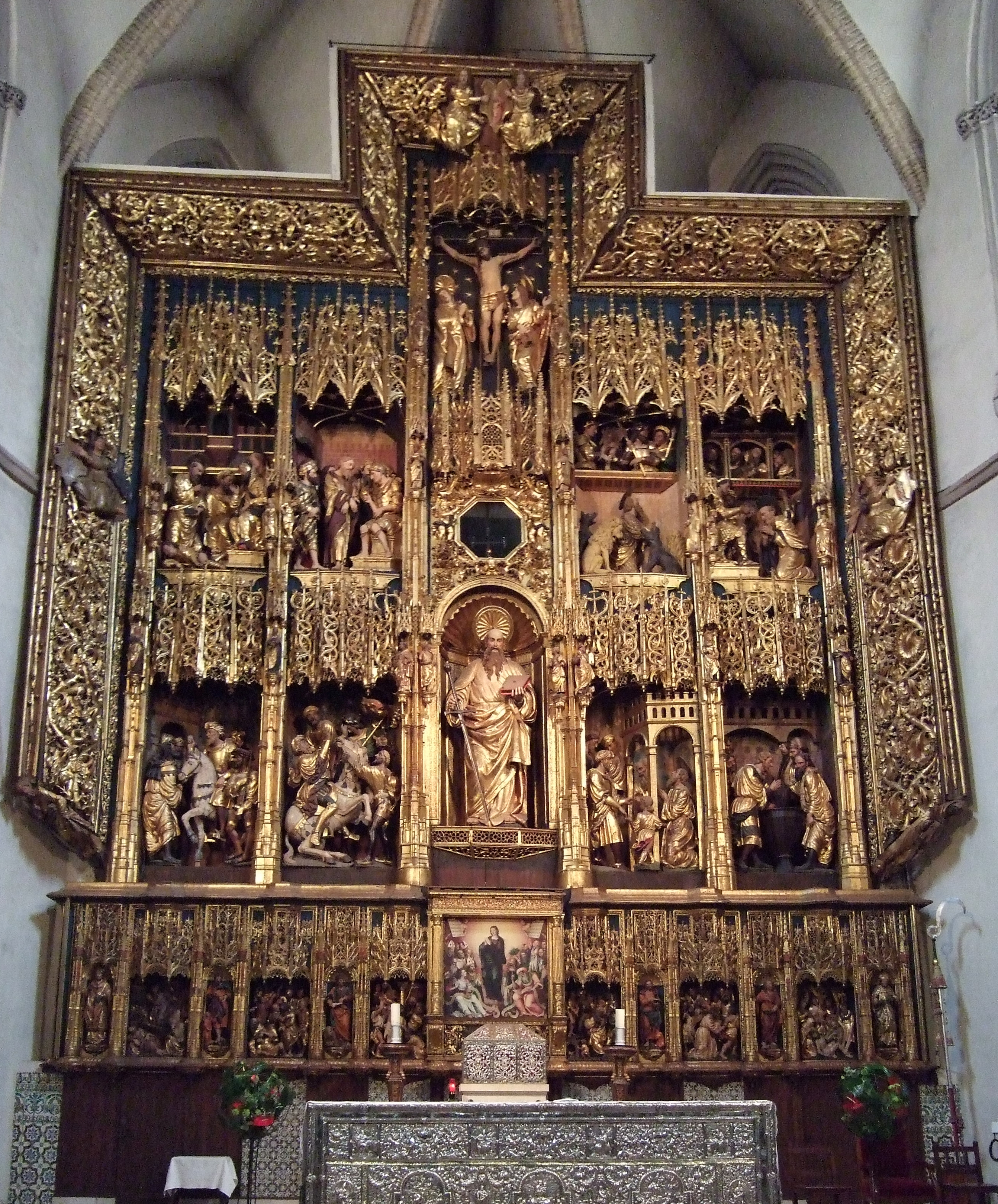
Retabel der Kirche San Pablo (Saragossa)
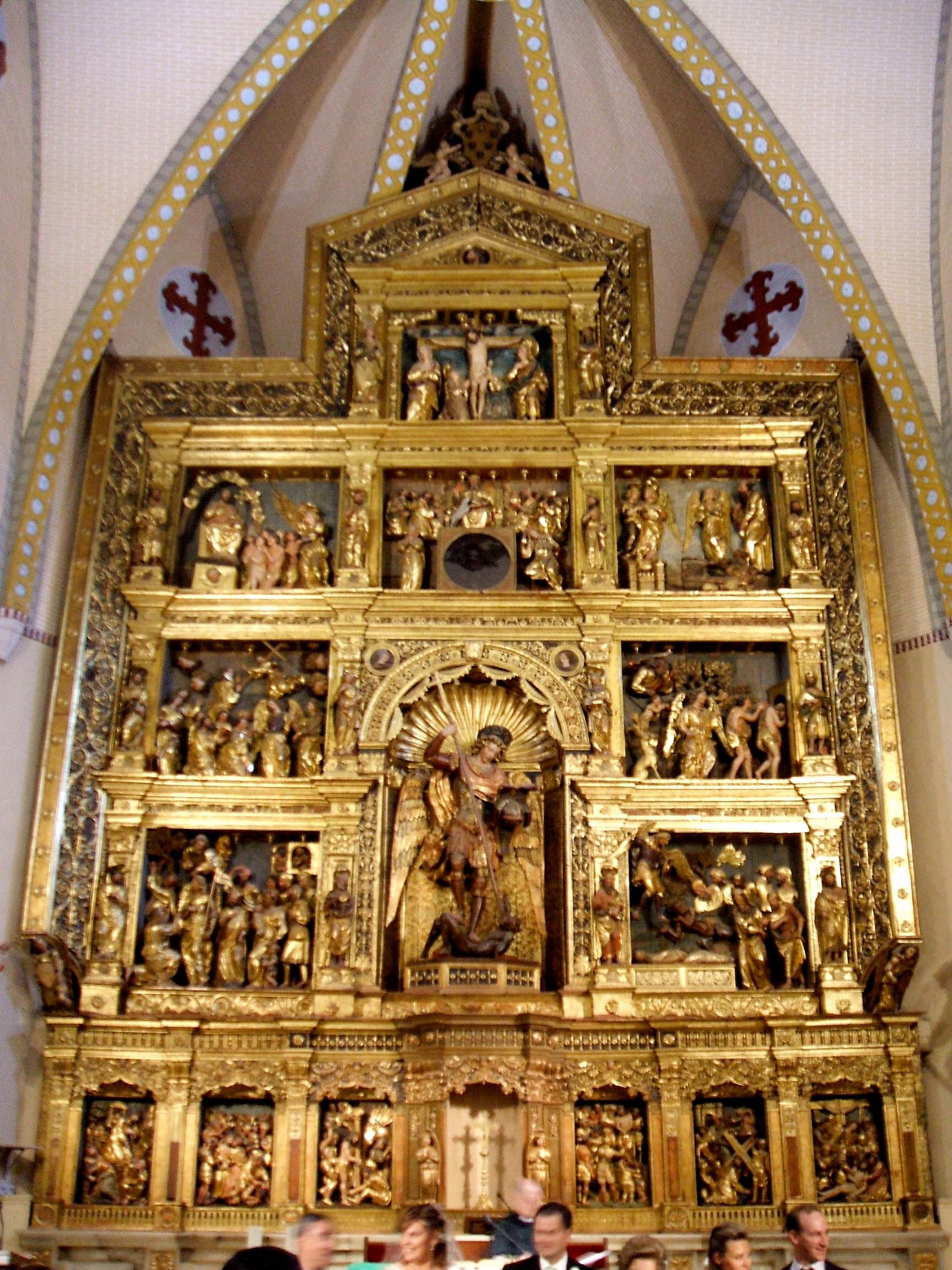
Retabel der Kirche San Miguel de los Navarros (Saragossa)
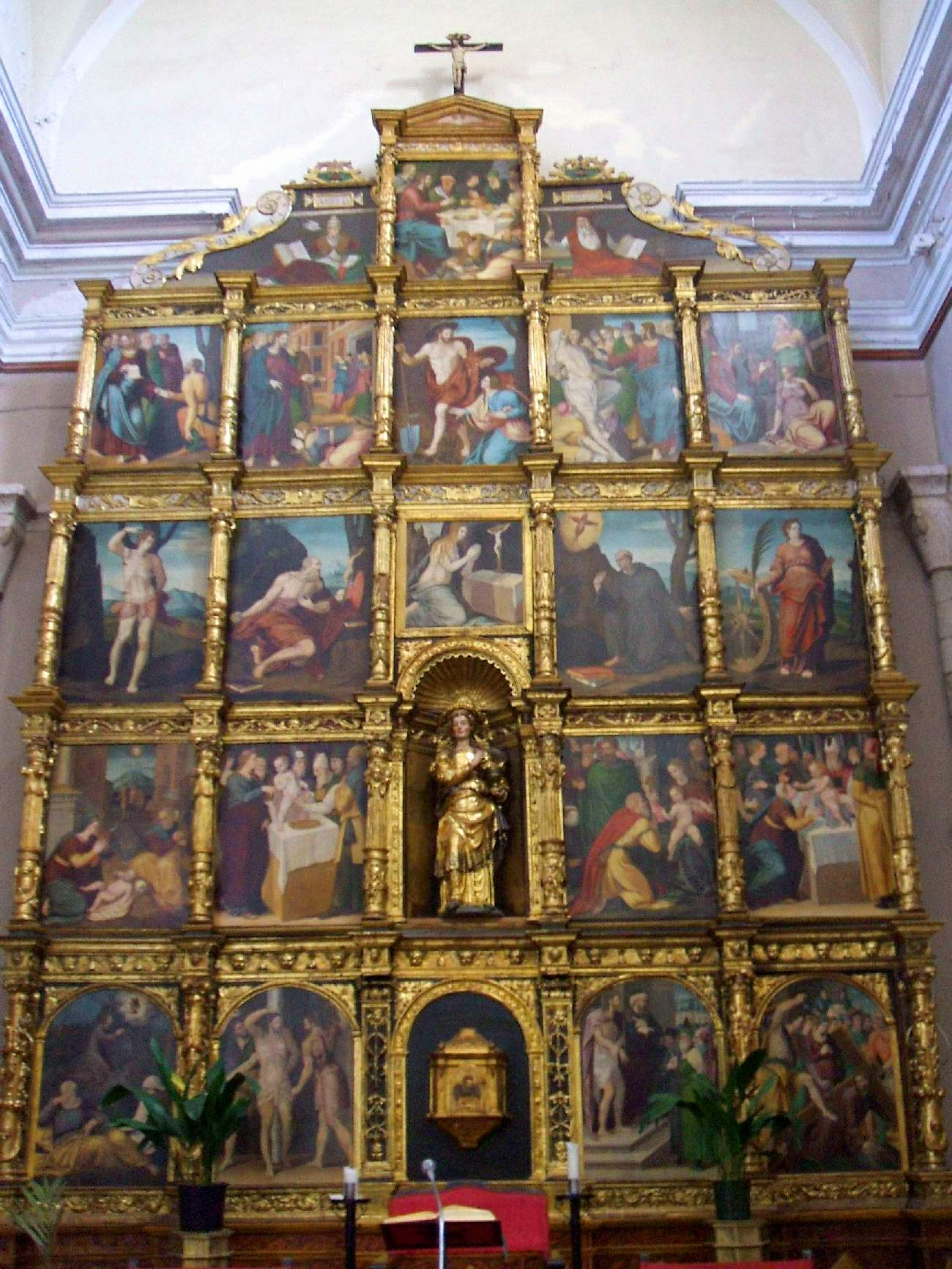
Retabel der Kirche La Magdalena in Tarazona (Huesca)
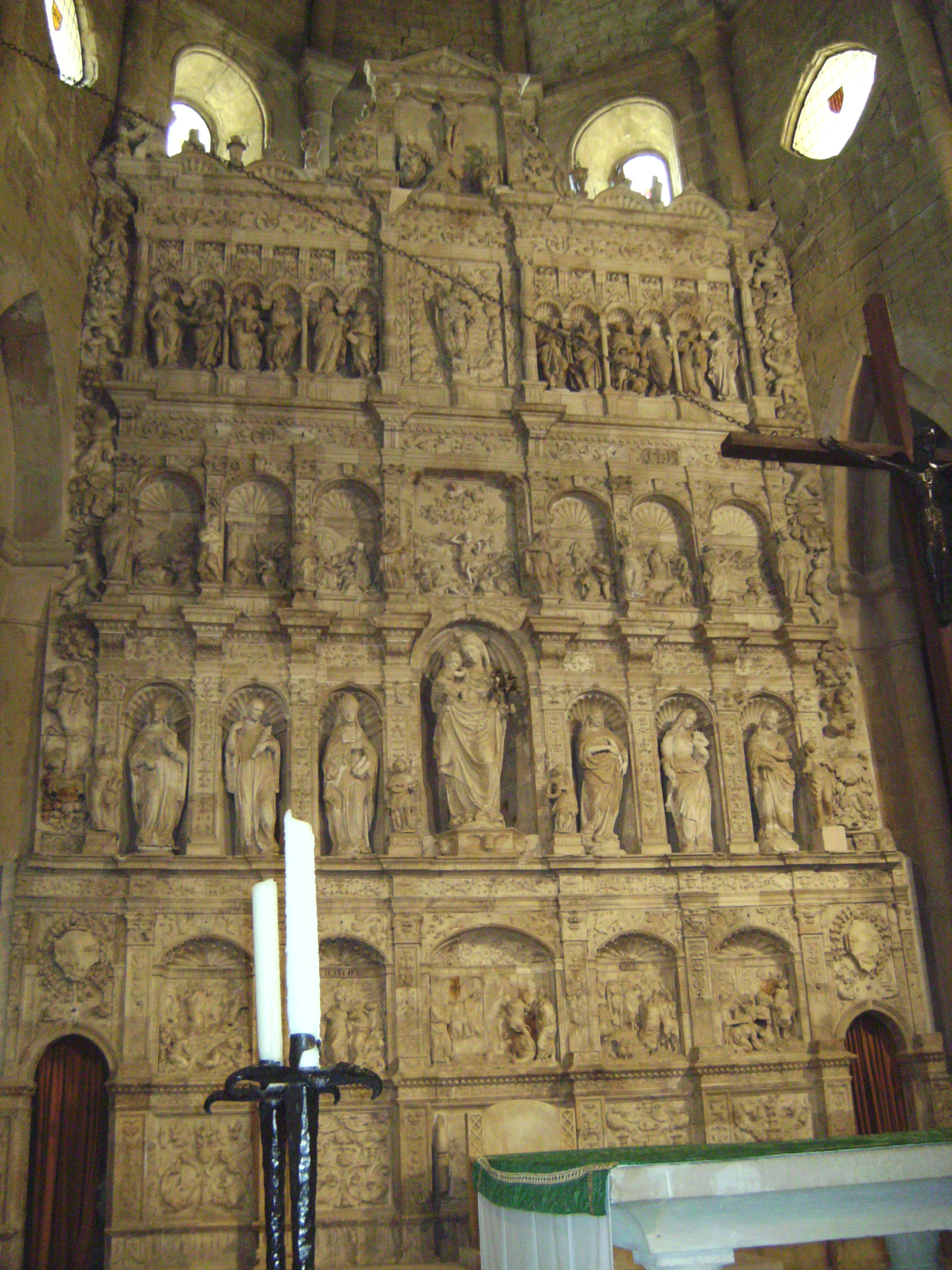
Retabel von Santa Maria de Poblet
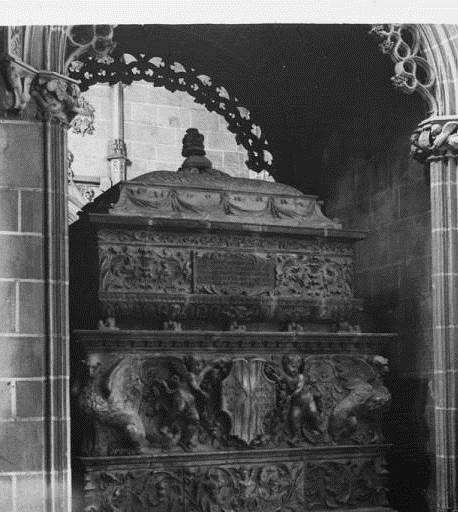
Grabmal des Erzbischofs Pere de Cardona (Tarragona)
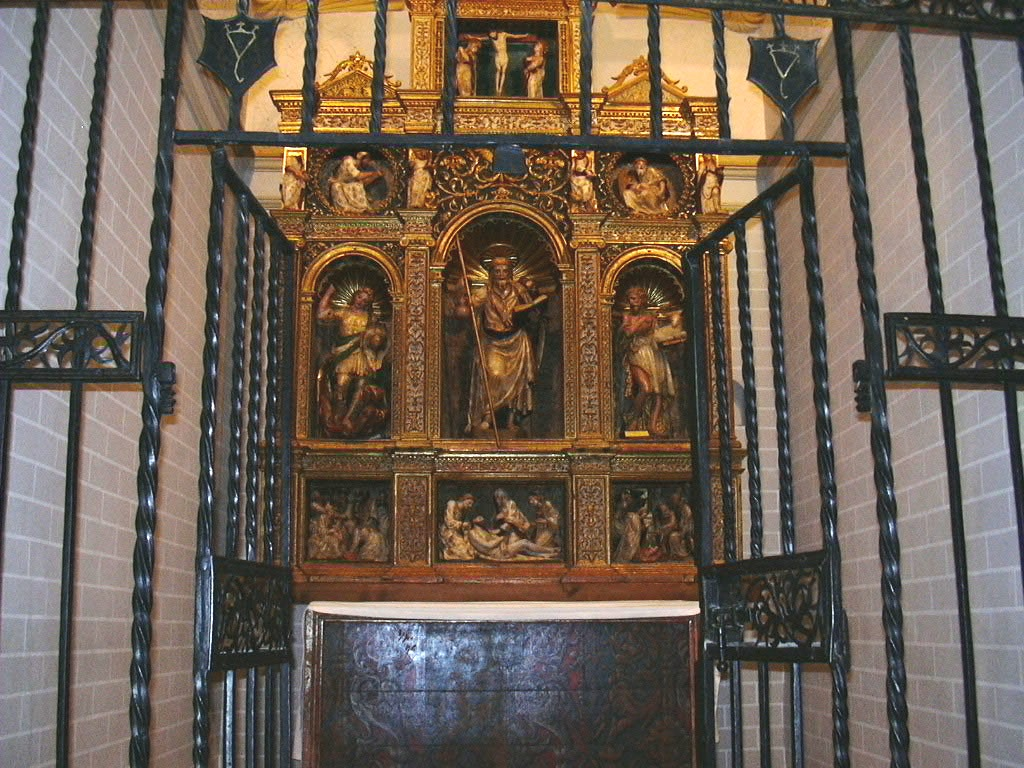
Santiago-Retabel in der Colegiata Santa María la Mayor (Bolea)
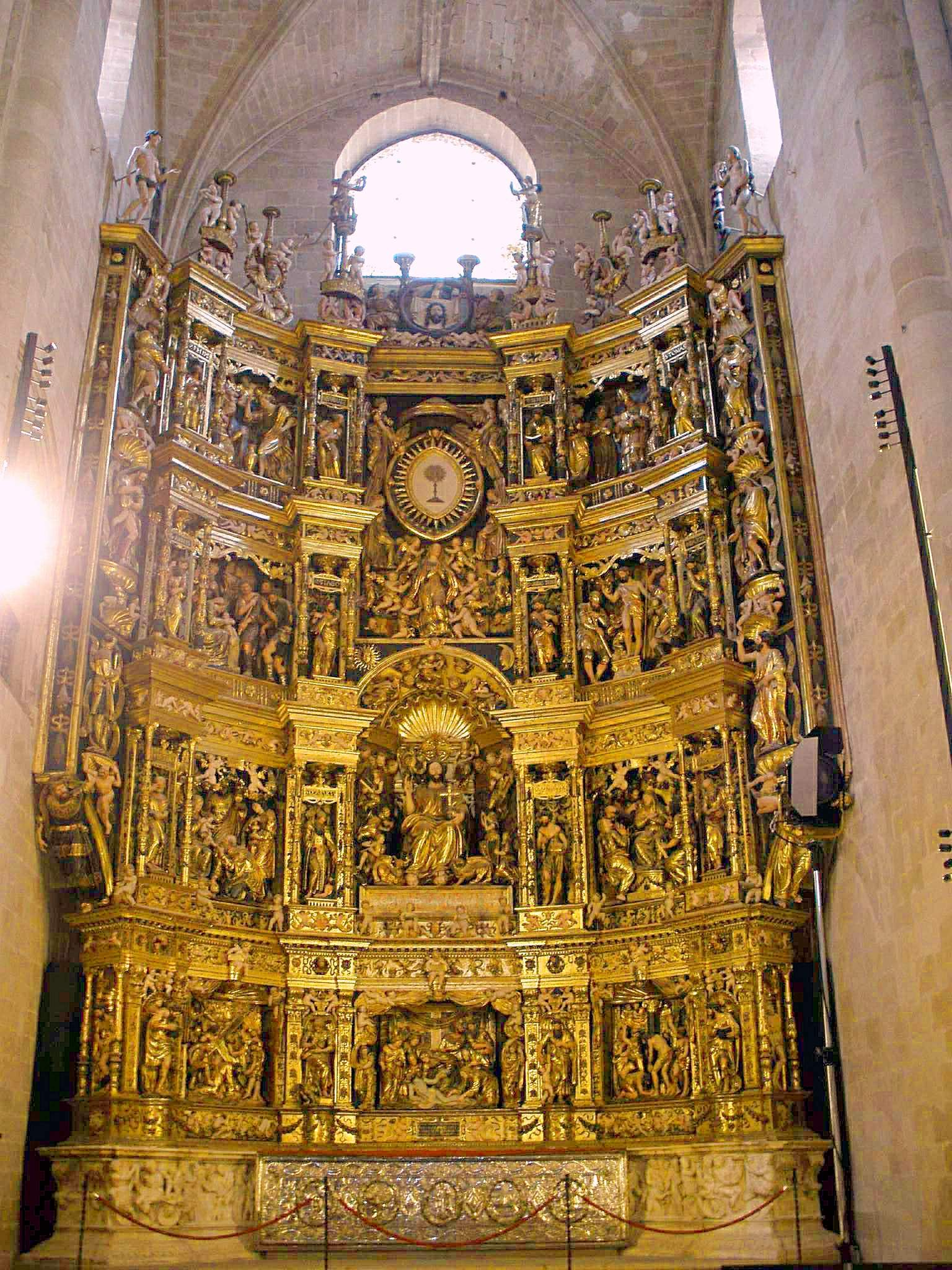
Retabel der Kathedrale von Santo Domingo de la Calzada
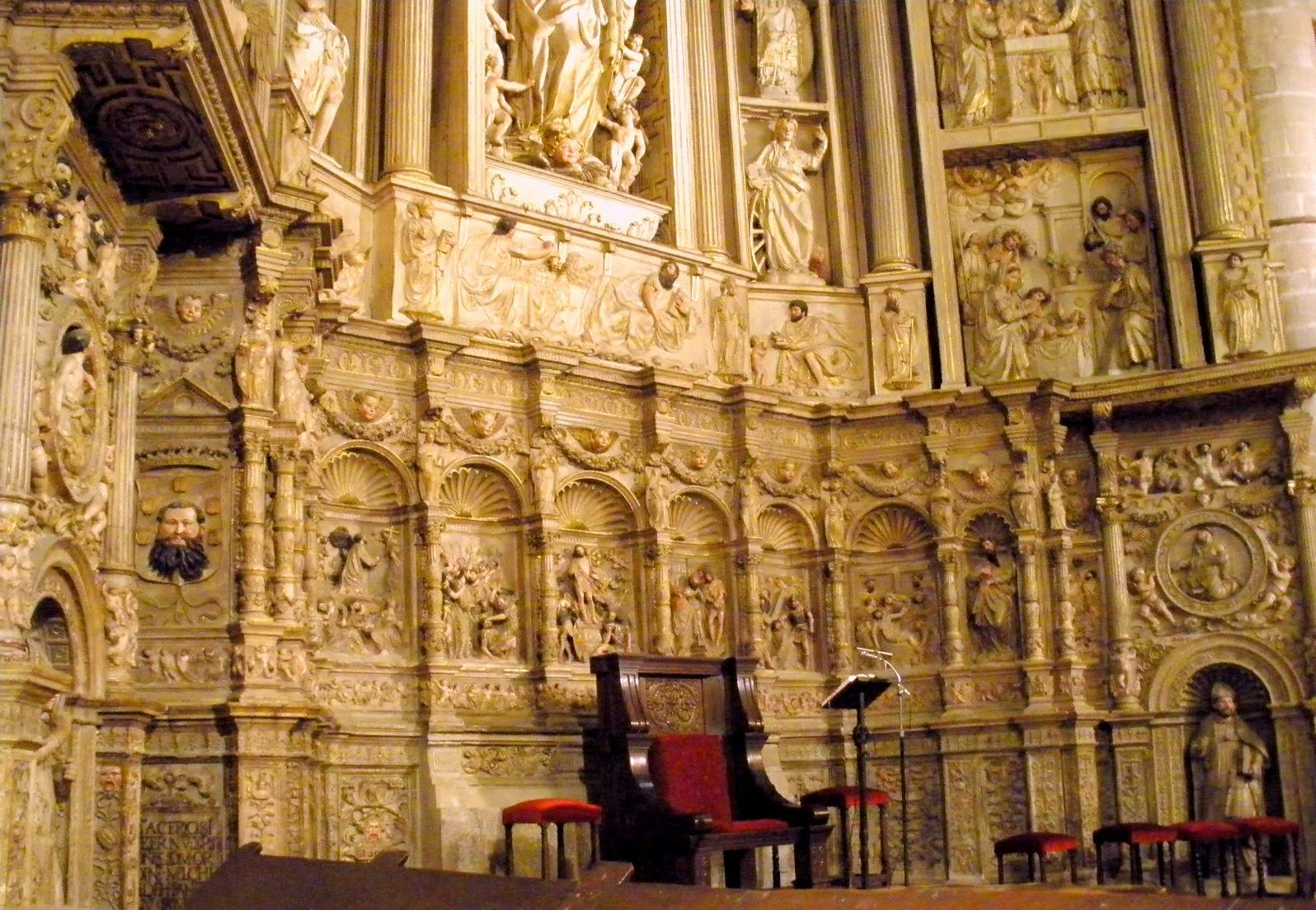
Predella des Retabels der Kathedrale von Barbastro
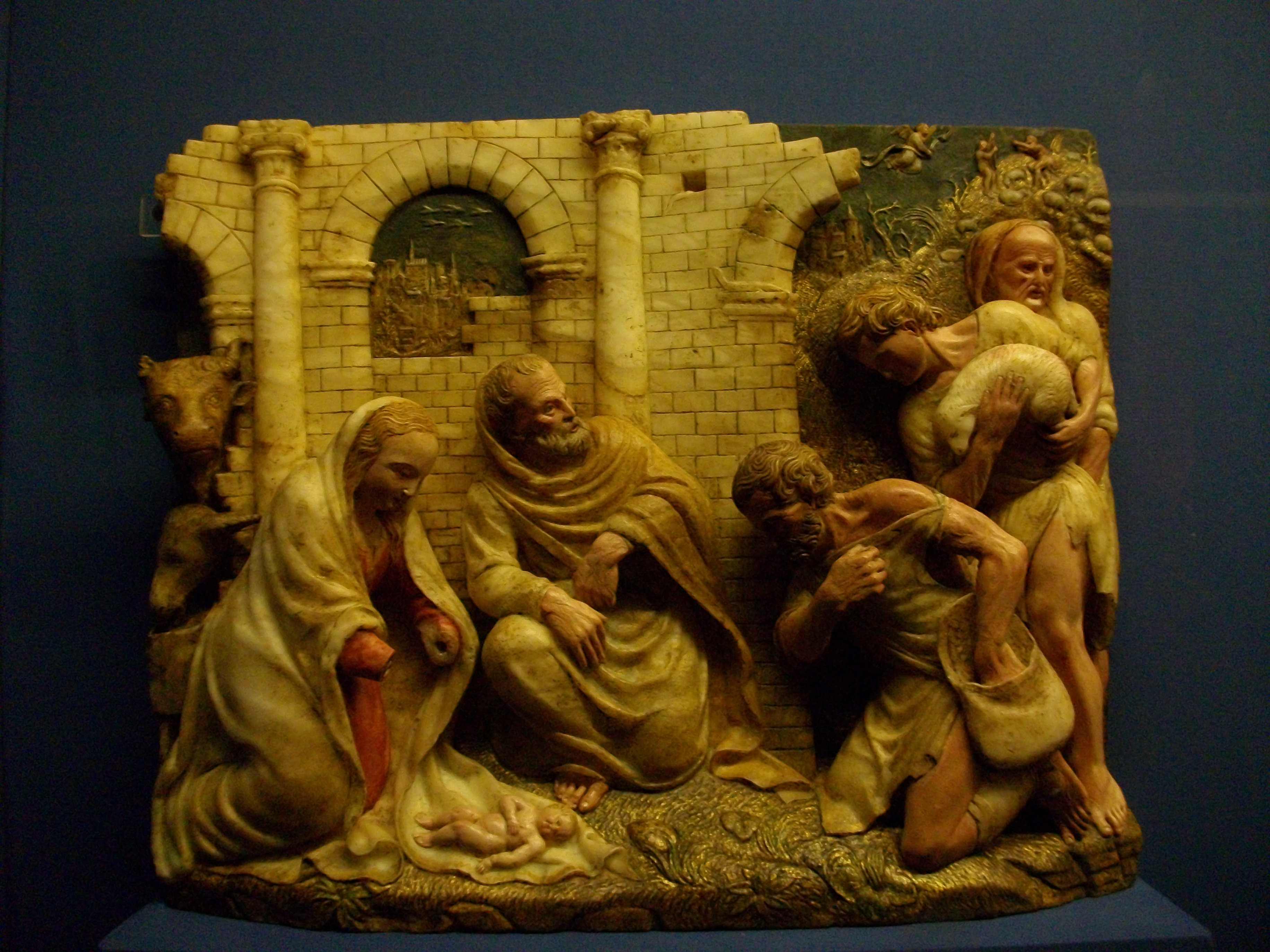
Anbetung der Hirten aus der Kirche von Santiago de Sobradiel
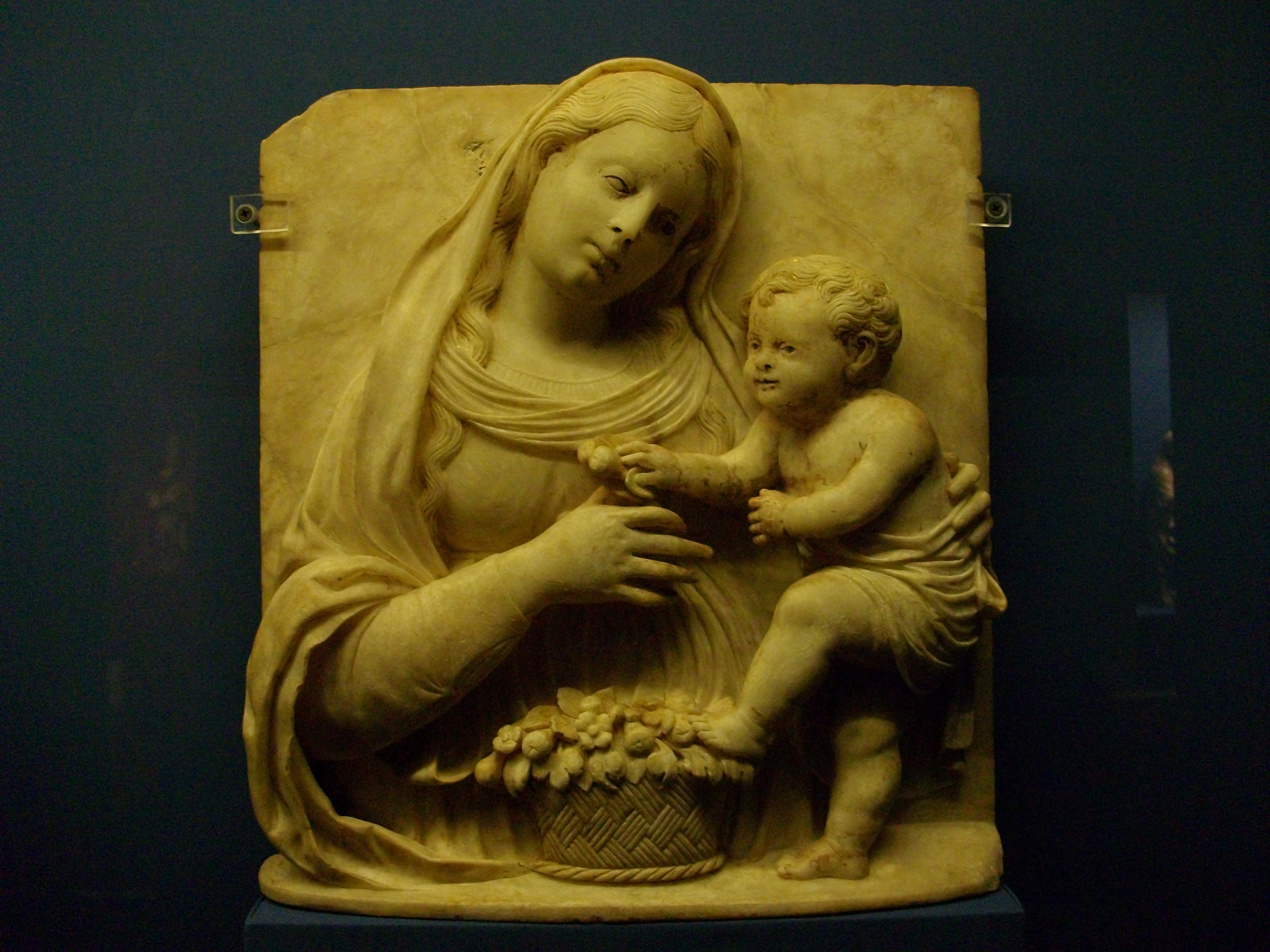
Maria mit Kind (Barcelona, Museu Frederic Marès)
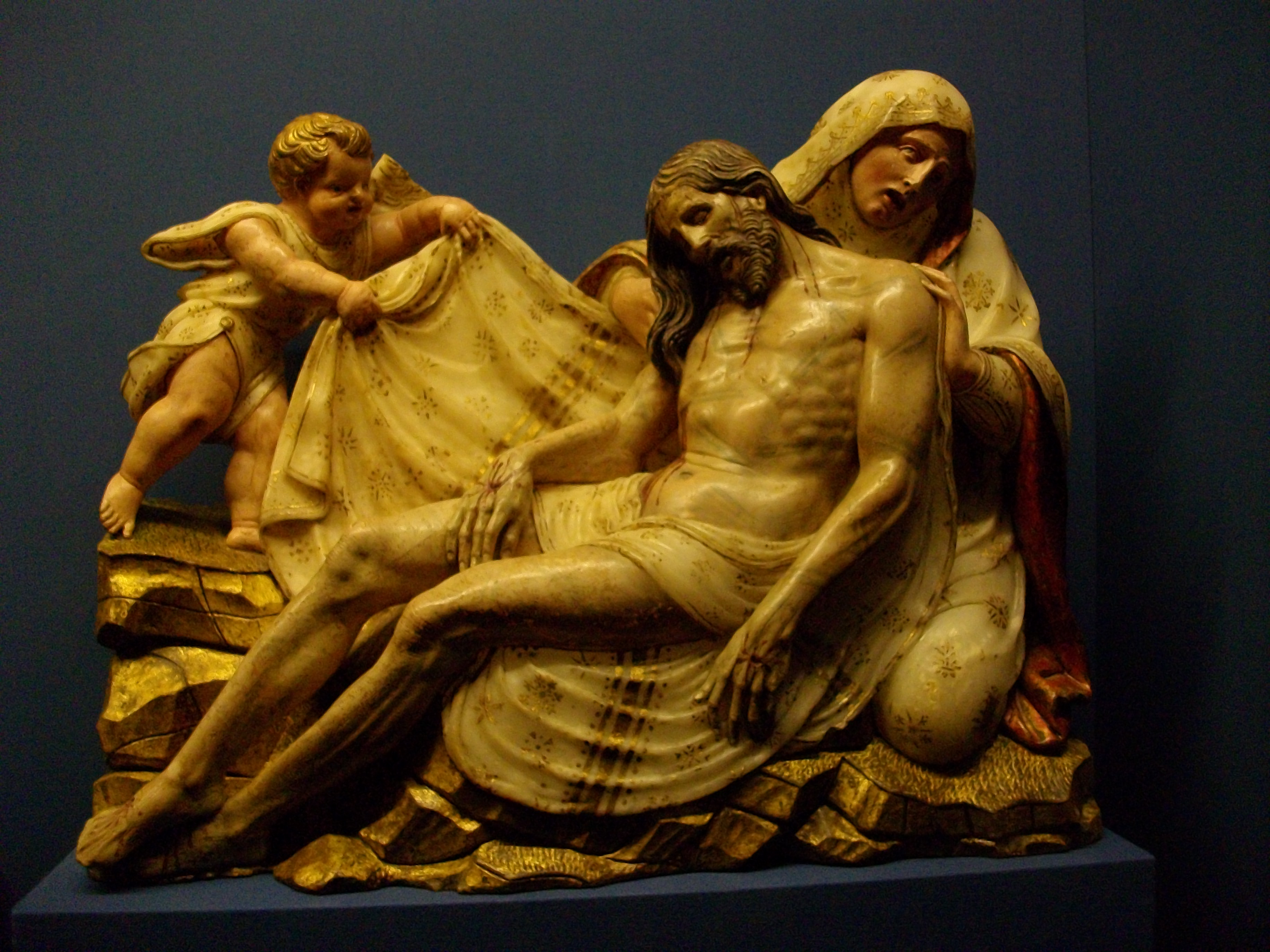
Pietà (Kathedrale von Huesca)